# Grosuplje
Grosuplje (; nemško Großlupp) je mesto v osrednji Sloveniji, na severozahodu pokrajine Dolenjske. Predstavlja središče občine Grosuplje, vključeno je v osrednjeslovensko statistično regijo in je tesno povezano z bližnjo prestolnico Ljubljano.
Leži v zahodnem Dolenjskem podolju, na severnem delu Grosupeljske kotline. Na zahodu ga omejujeta mokroten svet ob potoku Bičju in železniška proga iz Ljubljane, ki se tu razcepi, njena kraka vodita proti Kočevju in Novemu mestu. Na severu se vzpenja s smrekovim gozdom porasel Brinjski hrib (tudi Koščakov hrib, 409 m). Severno od avtoceste Ljubljana–Višnja Gora je naselju priključeno nekoč samostojno naselje Potok oz. Perovo, vzhodno od struge Velikega potoka pa Jerova vas. Na vzhodu se dvigata nizek grič Kamna gorica (388 m) in za njim na severu gozdnato sleme Drnovka (443 m). Na severozahodu so Brvace, južni del pa so Mrzle njive. Vzhodno od Grosupljega je vas oz. naselje Brezje pri Grosupljem. 
Osrednji del naselja je na lokaciji nekdanje Stranske vasi. V bližini se nahajajo osnovna šola, glasbena šola, knjižnica, kino, kulturna in športna društva ter klubi. Skozi mesto teče potok Grosupeljščica, ob kateri je obrtna cona. Na vzhodnem obrobju je športno letališče.
Na cerkvenem hribu stoji župnijska cerkev svetega Mihaela. Cerkev je v osnovi srednjeveška, leta 1853 pa so jo temeljito prenovili. Glavni oltar, izdelan v prvi polovici 19. stoletja, so leta 1960 preoblikovali po načrtih arhitekta Janeza Valentinčiča. Veliki zvon je leta 1893 vlil Albert Samassa.
Ob potoku Grosupeljščica stoji enonadstropna graščina Brinje iz 17. stoletja, ki je bila v začetku 19. stoletja temeljito prezidana. Takrat je dobila poudarjeno osrednjo os. Mlin v južnem delu stavbe ohranja stilne elemente iz 16. stoletja.
V naselju je spominska soba pisatelja Louisa Adamiča, ki se je rodil v bližnjih Prapročah. V Grosuplju se je rodil režiser Jože Gale, grafik Elko Justin pa je tu umrl. Tu prebiva tudi telovadec Miroslav Cerar.
Grosuplje s Škofljico in Ljubljano povezuje integrirana avtobusna linija št. 3G.

## Zgodovina
Zgodovinski viri razkrivajo, da se ime Grosuplje prvič pojavi davnega leta 1136, bilo je zapisano kot GROSLUPP ali po Valvasorjevo Velike uplje. Ime ima kar 13 razlag, najbolj uveljavljena pa je ta, ki pravi, da je ime nastalo po pogrezljivem kraškem svetu »grezopolje«.
Izkopanine na Koščakovem in Cerkvenem hribu kažejo, da je bilo območje Grosupljega naseljeno že v halštatski dobi, približno 500 pr. n. št. Po severnem delu občine je bila v času rimskega imperija speljana pomembna cesta, ki je povezovala Akvilejo in Sirmij ob spodnji Savi v Vojvodini. Skoraj po isti trasi sedaj teče vzhodni del avtoceste A2.
V srednjem veku so bili na višjih hribih ob cerkvicah in utrdbah postavljeni opozorilni kresovi pred turško nevarnostjo. V te utrdbe so spravili žito in druge jestvine. Ženske, otroke in ostarele ter nekaj živeža in živine so poskrili v ledenico v današnji Županovi jami in druge kraške jame, ki jih je sicer v okolici Grosuplja precej.
V 19. in začetku 20. stoletja so se Grosupeljčani (in okoličani) večinoma ukvarjali s kmetijstvom, tovorništvom, mlinarstvom, pa tudi usnjarstvom in opekarstvom. 
Grosuplje se je v pomembno cestno in železniško križišče razvilo v 19. stoletju. Pred tem je bilo Grosuplje manjša vas s 350 prebivalci, nekaj gostilnami, tremi kovačnicami in enim kolarjem. Leta 1869 je bila zgrajena cestna povezava z Žužemberkom. Leta 1893 (po dolgoletnih razpravah v dunajskem parlamentu) je bila prek Grosupljega zgrajena še železniška proga med Ljubljano in Kočevjem, leto pozneje pa iz Ljubljane skozi Grosuplje še tudi v Novo mesto (današnja Ljubljana–Metlika).
V Grosupljem je bilo zgrajeno železniško križišče s kurilnico za oskrbovanje in popravilo lokomotiv, ker je bil promet organiziran tako, da je vlak vozil na progah Ljubljana–Grosuplje–Kočevje in Grosuplje–Novo mesto. Zaradi križišča, kurilnice in nadzorništva proge je v kraj prišlo prvo tehnično osebje z več znanja in mesečno plačo, zaposlili so se tudi prvi domačini. S tem, ko je dobil kraj železniško povezavo s svetom, malo pozneje še elektriko, so bili izpolnjeni vsi pogoji za investitorje in hiter napredek. Tako je v 30. letih 20. stoletja kraj imel že vso infrastrukturo in tudi nekaj industrije. 
Po drugi svetovni vojni se je naselje začelo hitro širiti in se je razvijalo v gospodarsko, upravno in telekomunikacijsko središče.